# Cry It Away
„Cry It Away” este discul single de debut al formației românești de muzică dance Deepcentral, extras de pe albumul ce poartă numele grupului și lansat cu Universal Music România.

## Videoclipul
Videoclipul piesei „Cry It Away” a fost realizat în regia lui Marian Crișan, iar filmările au avut loc într-o clădire de birouri din București, mai exact la etajul doisprezece. La începutul videoclipului este prezentată o mulțime de angajați plictisiți, aflați într-un lift; în următoarele secvențe, aceștia părăsesc liftul și dansează pe unul din coridoarele clădirii. Regizorul Crișan a declarat în legătură cu ideea videoclipului: „Versurile și ritmul repetitiv al piesei m-au dus cu gândul la rutina oamenilor care lucrează în birouri, dar care totuși mai au timp să viseze.”
Premiera videoclipului a avut loc pe situl postului Radio 21.